# Ardon (Svizzera)
Ardon (toponimo francese; in tedesco Arden, desueto) è un comune svizzero di 3 076 abitanti del Canton Vallese, nel distretto di Conthey.

## Monumenti e luoghi d'interesse

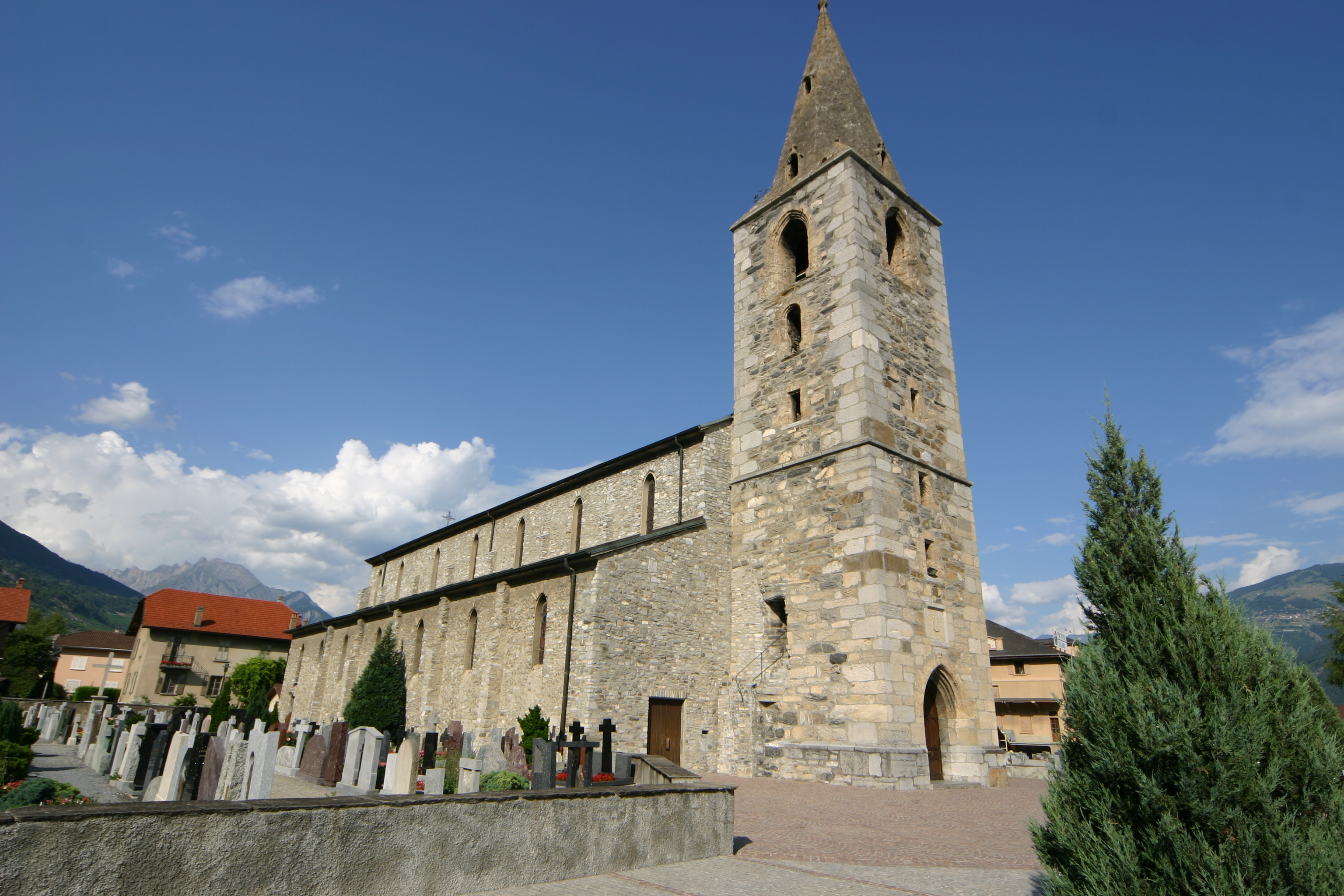
La chiesa di San Giovanni Battista

- Chiesa parrocchiale cattolica di San Giovanni Battista, attestata dall'VIII-X secolo e ricostruita nel XVII secolo e nel 1892[1];
- Diga di Godey.

## Società

### Evoluzione demografica
L'evoluzione demografica è riportata nella seguente tabella:
Abitanti censiti

## Amministrazione
Ogni famiglia originaria del luogo fa parte del cosiddetto comune patriziale e ha la responsabilità della manutenzione di ogni bene ricadente all'interno dei confini del comune.